# Inborn Suffering
Banda de Death/Doom de la nueva escuela, Inborn Suffering nace en el 2002 como una banda de Doom metal en París, Francia bajo la influencia de las bandas de la segunda ola como My Dying Bride, Anathema y Paradise Lost. Considerados ellos mismo como una banda de Doom/Dark combinan de manera exitosa el viejo Death/Doom con un Dark Metal en la vena de Opeth o Amorphis.

## Historia
En otoño del 2002, Thomas Rugolino y Emmanuel Ribeiro entran en contacto con Stephane Peudupin (Ningizzia y Lethian dreams) y Nicolas Favard(ex Despond) con el proyecto de formar una banda de Doom/Dark. Sin embargo durante las primeras sesisiones presentaron fuertes divergencias acerca de la orientación musical de la banda y deciden no continuar. Poco después Stef, Emmanuel y Thomas deciden reunirse para continuar tocando juntos grabando lo que serían las primeras canciones de Inborn Suffering.
Poco después los tres deciden completar la formación y se ponen en la búsqueda de un guitarrista y tecladista. Durante los primeros meses del 2003, Loic Couretete, músico activo en la escena subterránea del Black metal (miembro de Heol Telwen, Nydvind, Bran Barr) se une como guitarrista y Sebastien Pierre quien había tenido varios proyectos de Black/Doom (Fogzard y Lethian Dreams) se une como tecladista.
Durante la primavera del 2004 comienzan la búsqueda de un cantante consiguiendo por fin al vocalista del Drowning, Frederic Simon. Con experiencia previa en el ambiente del Doom Metal no tardaría en adaptarse a los objetivos de la banda.
En 2005 lanzan su primer demo con el título de Demo 205 el cual fue grabado en la casa de Stephane. El demo recibió buenas críticas en la escena Doom y comenzó a darle popularidad a la banda. Pronto se pondrían a la par de otras grandes bandas francesas como lo son Ataraxie, Lethian Dreams and Ningizzia. Poco después tocan en vivo con las bandas Ataraxie, Swallow the sun, Before the dawn, Mourning Beloveth, Mar de Grises, Saturnus tanto en Francia como en Bélgica y Holanda.
La banda termina de grabar y mezclar en el estudio Hybreed con Andrew Guillotin, su primer álbum, Wordless Hopeen la vena de un Death/Doom melancólico y lo lanza al mercado en octubre de 2006 bajo la tutela de Sound Riot Records, disquera portuguesa que trabaja con venas de Metal Extremo melódico.
Poco después, debido a razones personales, Frederic Simon sale de la banda para que le siguiera tiempo después Loic Courtete debido a problemas con sus disponibilidad en banda. La banda recluta a un nuevo guitarrista y vocalista. Después de un casting, Laurent de Mourning Dawn toma el liderazgo desde la vocales y Emmanuel (ex theoria) queda en las guitarras.
A la actualidad han tocado en el Dutch Doom Day V y se preparan para el festival Doom Over the World Fest I en París Francia.